# هانز مارك
هانز مايكل مارك (بالإنجليزية: Hans Mark) (ولد في 17 يونيو 1929) شغل منصب الأمين العام للقوات الجوية ونائب مدير وكالة ناسا وهو خبير ومستشار في تصميم الفضاء وسياسات الدفاع الوطنية وعمل لاحقًا في هندسة الطيران والفضاء الجوي في قسم الهندسة الميكانيكية في جامعة تكساس في أوستن وكلية كوكريل للهندسة ‏.